# Le Fjord-du-Saguenay
A Regionalidade Municipal do Condado de Le Fjord-du-Saguenay está situada na região de Saguenay-Lac-Saint-Jean na província canadense de Quebec. Com uma área de mais de quarenta mil quilómetros quadrados, tem, segundo dados de 2006, uma população de cerca de vinte mil pessoas sendo comandada pelo município de Saint-Honoré. Ela é composta por 16 subdivisões: 12 municípios, 1 freguesia e 3 territórios não organizados. 

## Subdivisões

### Municípios
- Bégin
- Ferland-et-Boilleau
- L'Anse-Saint-Jean
- Larouche
- Petit-Saguenay
- Rivière-Éternité
- Saint-Ambroise
- Saint-Charles-de-Bourget
- Saint-David-de-Falardeau
- Saint-Félix-d'Otis
- Saint-Fulgence
- Saint-Honoré

### Freguesia
- Sainte-Rose-du-Nord

### Territórios não Organizados
- Lac-Ministuk
- Lalemant
- Mont-Valin